# Jordan (Minnesota)
Jordan – miasto w Stanach Zjednoczonych, w stanie Minnesota, w hrabstwie Scott.